# Jean-Baptiste Augustin de Gélis
Jean-Baptiste Augustin de Gélis, né le 13 janvier 1778 à Lisle-sur-Tarn et mort le 2 mai 1858 dans la même ville, est un homme politique français de la Restauration.

## Biographie
Né le 13 janvier 1778 à Lisle-sur-Tarn (Tarn), alors appelée Lisle-d'Albi, Jean-Baptiste Augustin de Gélis est issu d'une famille noble de la région, implantée depuis le XVe siècle à Lisle. Il est le fils d'Henri-François de Gélis, président trésorier de France en la généralité de Montauban, et de Catherine de Brandouin.
En 1794, il est admis à l'Ecole Centrale des Travaux Publics qui vient d'être fondée, et qui deviendra l'année suivante l'École polytechnique. Il en sortira en 1797.
Monarchiste, il est juge de paix du canton de Lisle-sur-Tarn, et se rallie à la Restauration du pouvoir des Bourbons. 
Après la mort de Pierre de Cardonnel dans l'exercice de ses fonctions, il se présente pour le remplacer dans son mandat de député du Tarn. Il est ainsi élu par le premier arrondissement du Tarn (Albi), le 28 septembre 1829. Il obtient 273 voix sur 429, et bat Marie-Joseph Jacques Bermond. Il siège alors dans la majorité monarchiste, en soutenant le ministère Polignac. Il vote alors contre l'adresse des 221. Son premier mandat se termine le 16 mai 1830.
Néanmoins, il se représente lors des élections législatives de 1830, et il est de nouveau élu le 23 juin 1830 par 303 voix sur 431. Après la révolution de Juillet, il refuse de prêter serment à Louis-Philippe, et est considéré comme démissionnaire à partir du  25 septembre 1830
Il quitte la vie politique, puis meurt le 2 mai 1858 à Lisle-sur-Tarn.

## Famille
Jean-Baptiste de Gélis épouse Pauline Dupuy de Labastide (1777 - 1845), le 17 septembre 1798 à Labastide-Dénat. De cette union naissent :
- Henri de Gélis (1801 - 1863) ;
- Jeanne-Marie de Gélis (1801-après 1832 ), mariée en 1832 à Joseph de Soubiran et mère de Sainte Thérèse de Soubiran ;
- Adrien de Gélis (1807 - 1877);
- Melchior de Gélis (1813 - 1881).